# Женець
Женець (Жнець) (пол. Żeniec) — гірська річка в Україні, у межах Надвірнянського району і Яремчанської міської ради Івано-Франківської області. Ліва притока Пруту (басейн Дунаю).

## Опис
Довжина річки приблизно 8 км. Формується з багатьох струмків.
На річці розташований Женецький водоспад — відома туристична локація.

## Розташування
Бере початок на південному заході від гори Ґорґан Явірницький. Тече переважно на південний схід і на південно-західній околиці Микуличина впадає у річку Прут, ліву притоку Дунаю.
Річка протякає в межах Карпатського національного природного парку.

## Притоки
- Явірник, Норецький, Лябіна (ліві).
- Роскульський (права)[1].

## Цікавинки
- На річці розташований Женецький водоспад, а на притоці Норецький — Нарінецький водоспад.

## Галерея

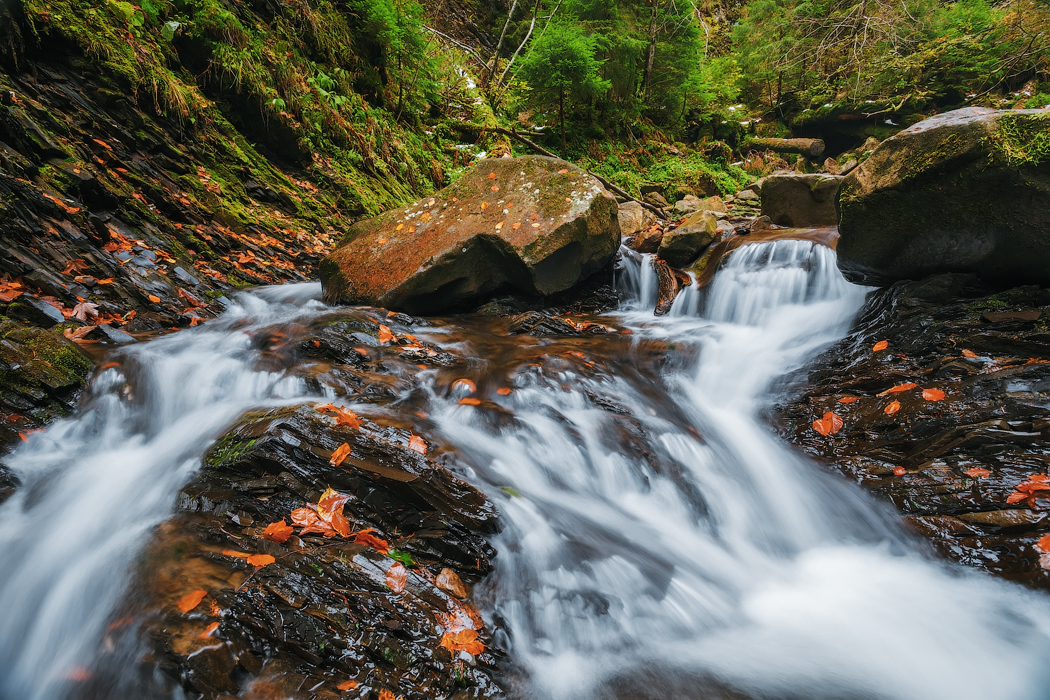
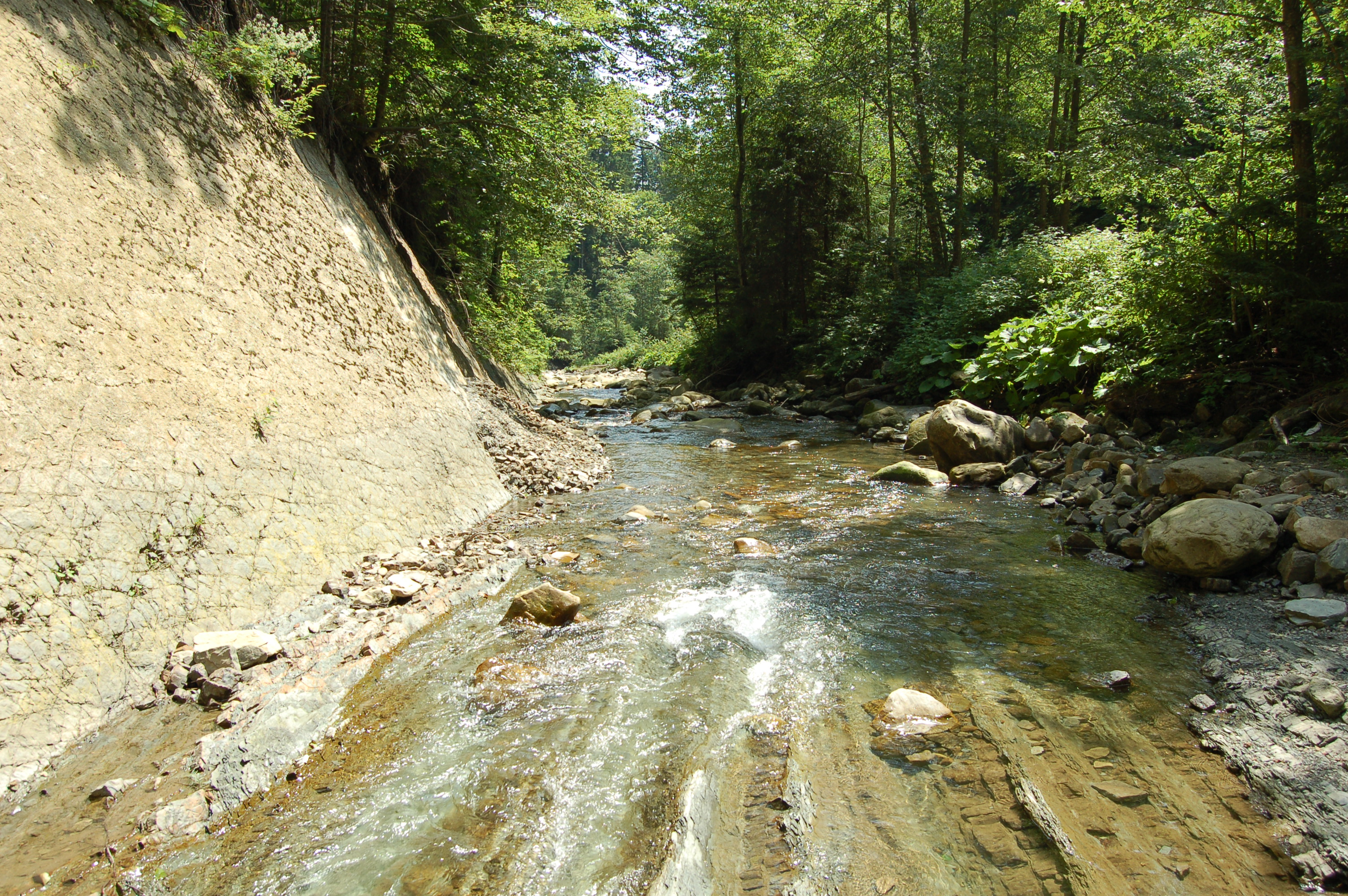
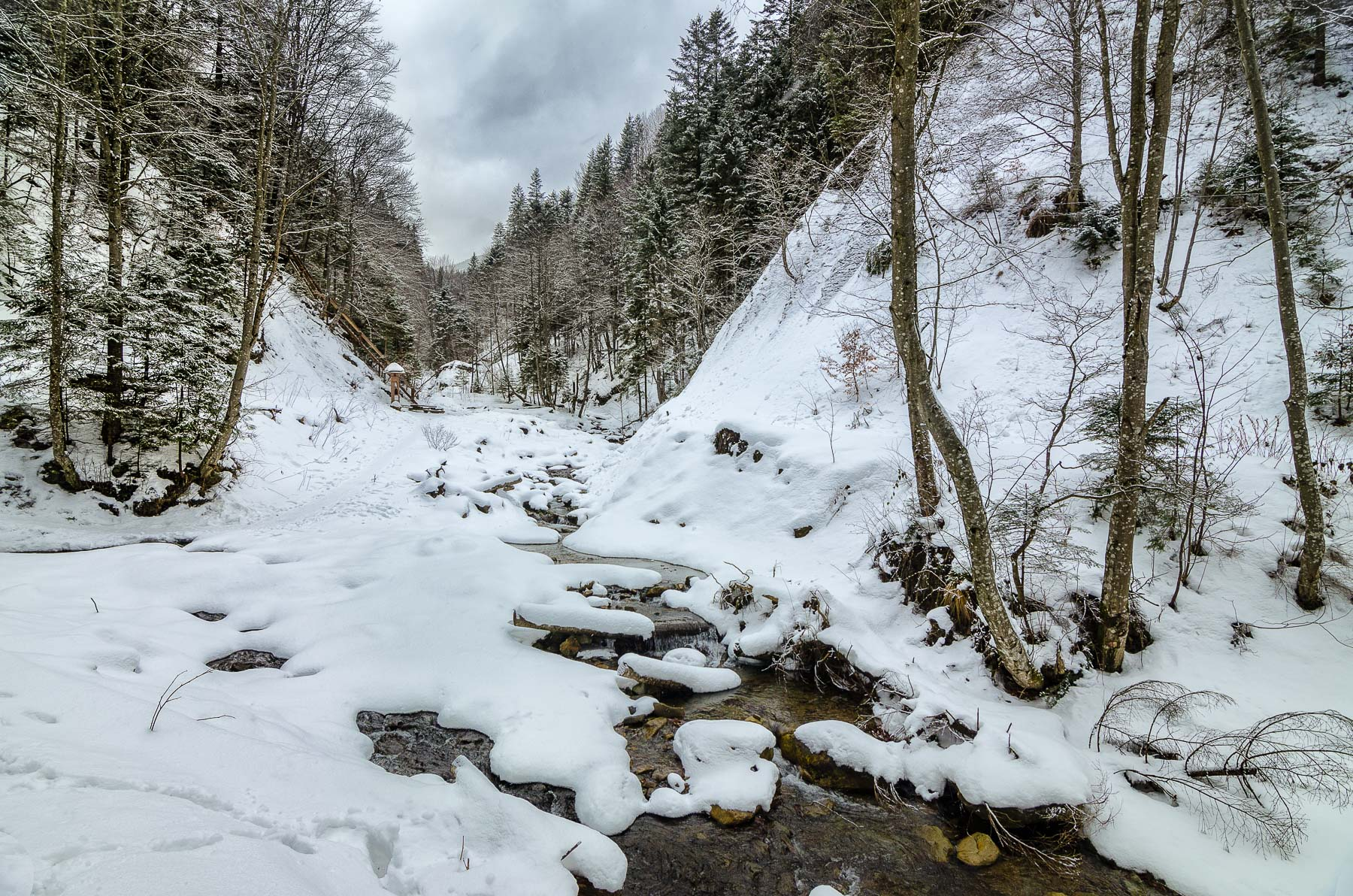
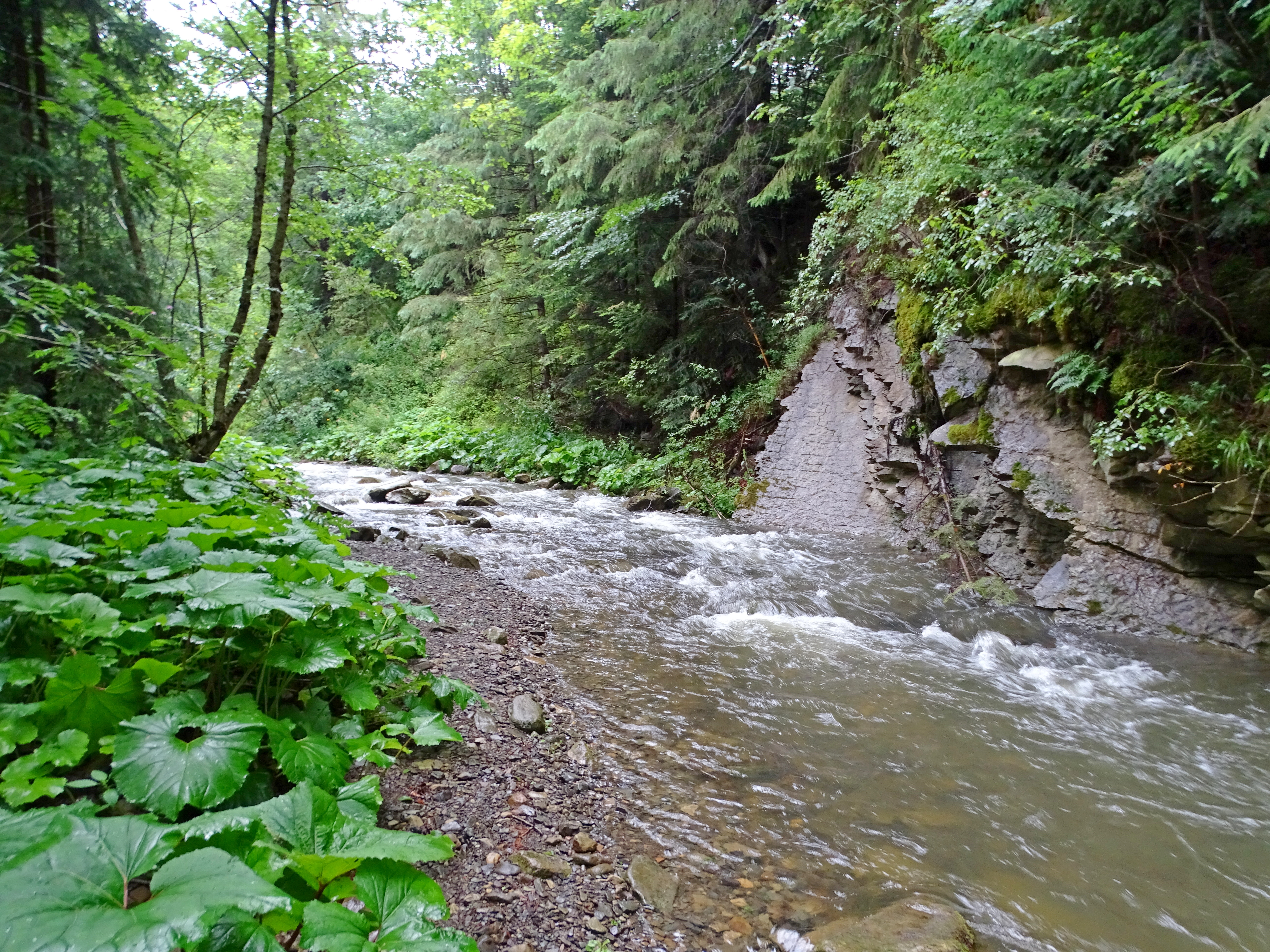
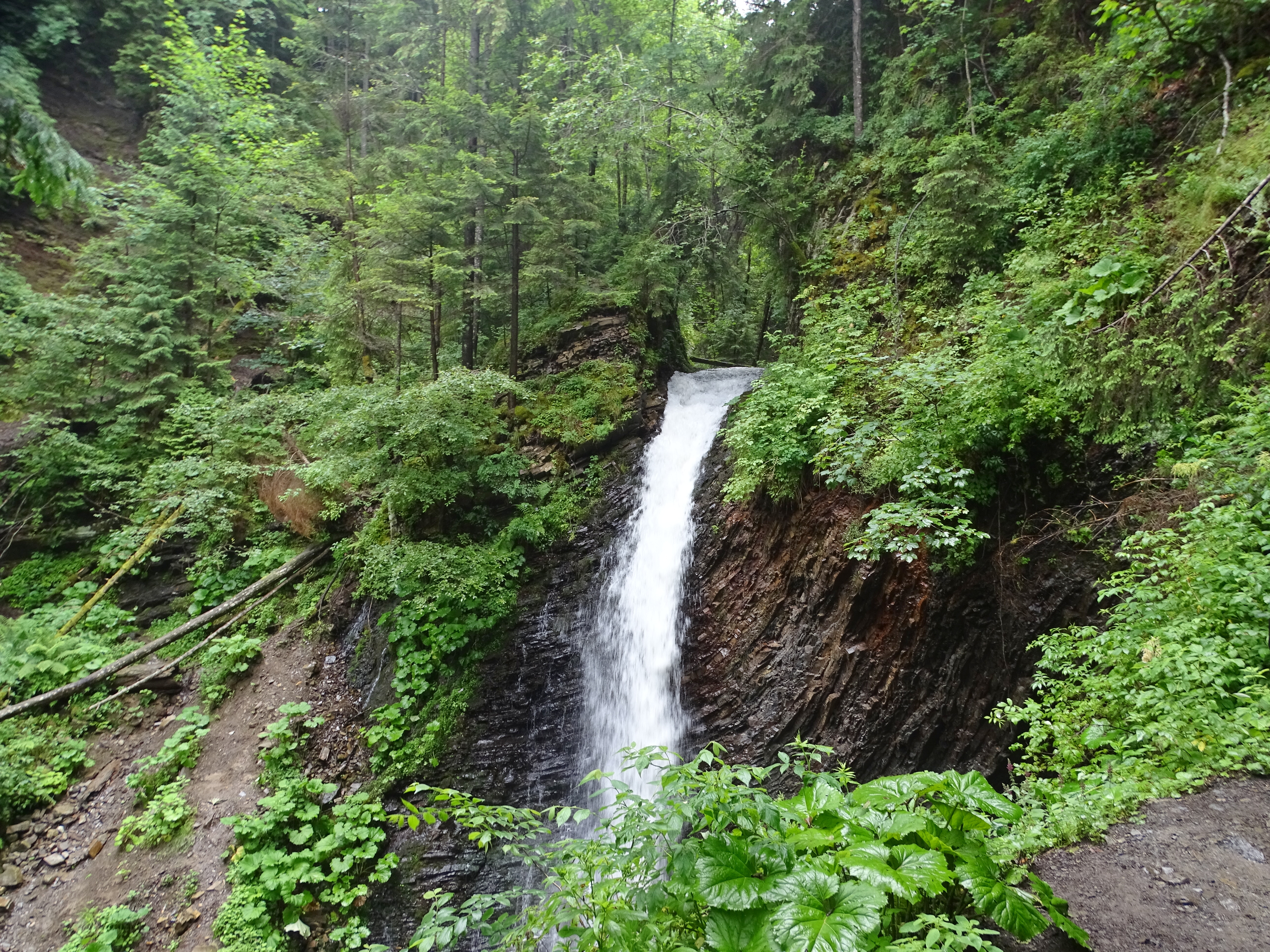
Женецький водоспад